# Wilthen
Wilthen är en stad (Kleinstadt) i Landkreis Bautzen i förbundslandet Sachsen i Tyskland. Staden har cirka 4 800 invånare.